# Słodkowo
Słodkowo – wieś w Polsce położona w województwie zachodniopomorskim, w powiecie stargardzkim, w gminie Suchań. 
W latach 1945–54 siedziba gminy Słodkowo. W latach 1975–1998 miejscowość administracyjnie należała do województwa szczecińskiego.
Do roku 1945 Słodkowo nosiło nazwę Groß Schlatikow
W przyszłości przez teren wsi ma przebiegać droga ekspresowa S10. Ma być ona realizowana w etapie budowy odcinka Suchań – Recz. Droga łącząca wieś z Suchaniem będzie przebudowana na wiadukt. Firmami, które będą budować ten odcinek drogi jest Kobylarnia i Mirbud na zlecenie GDDKiA. 

## Historia wsi[7]
Wieś o średniowiecznym rodowodzie, po raz pierwszy wspomniana w 1229 roku jako część dóbr zakonu joannitów z Suchania. Po kasacji zakonu została włączona do domeny książęcej. Po regulacjach gruntowych z lat 1828–1831, do Suchania przydzielono 46 mórg ziemi zamieszkiwanej przez 18 osób. W 1868 roku wieś miała gospodarstwo sołtysa, 16 pełnych gospodarstw chłopskich, 4 połówkowe, 1 zagrodnicze oraz 18 chałupników.
W sumie, 39 gospodarzy posiadało łącznie 3430 mórg ziemi, a zabudowę stanowiły 63 budynki mieszkalne. W 1925 roku wieś zajmowała 857,5 ha, na których gospodarzyło 19 właścicieli z areałem przekraczającym 20 ha (największe gospodarstwo obejmowało 60 ha), oraz znajdowało się 56 budynków mieszkalnych, w których żyło 65 rodzin.

## Liczba mieszkańców[8]
| Rok  | Liczba mieszkańców |
| ---- | ------------------ |
| 1868 | 491                |
| 1925 | 280                |
| 2006 | 133                |
| 2007 | 137                |
| 2008 | 137                |
| 2009 | 140                |
| 2021 | 114                |